# Nikolaj Grigorjevič Šerbatov
Knez Nikolaj Grigorjevič Šerbatov (rusko Николай Григорьевич Щербатов), ruski general, * 1777, † 1848.
Bil je eden izmed pomembnejših generalov, ki so se borili med Napoleonovo invazijo na Rusijo; posledično je bil njegov portret dodan v Vojaško galerijo Zimskega dvorca.

## Življenje
1. januarja 1791 je kot zastavnik vstopil v Semjonkovski pehotni polk. 12. marca 1801 je bil kot štabni stotnik premeščen v oskrbovalno službo.
Leta 1806 je sodeloval v bojih s Francozi na Poljskem. 15. februarja 1808 je postal polkovnik in 24. februarja 1813 je postal poveljnik 2. ukrajinskega kozaškega polka; s polkom se je udeležil bojev s Poljaki in Avstrijci. 15. septembra istega leta je postal generalmajor.
Po koncu vojne je postal poveljnik 1. ukrajinske kozaške brigade, ki pa je bila leta 1818 razširjena v Ukrajinsko ulansko divizijo. 
19. decembra 1819 se je upokojil zaradi zdravstvenih težav.